# Guardistallo

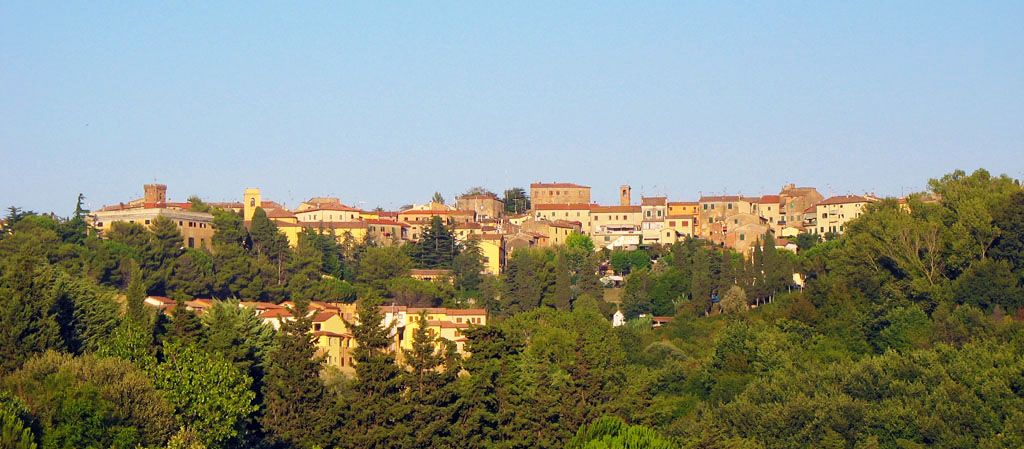

Guardistallo is een gemeente in de Italiaanse provincie Pisa (regio Toscane) en telt 1098 inwoners (31-12-2004). De oppervlakte bedraagt 23,8 km², de bevolkingsdichtheid is 46 inwoners per km².

## Demografie
Guardistallo telt ongeveer 471 huishoudens. Het aantal inwoners steeg in de periode 1991-2001 met 9,4% volgens cijfers uit de tienjaarlijkse volkstellingen van ISTAT.
| Jaar | Inwoneraantal |
| ---- | ------------- |
| 1991 | 938           |
| 2001 | 1026          |

## Geografie
De gemeente ligt op ongeveer 278 m boven zeeniveau.
Guardistallo grenst aan de volgende gemeenten: Bibbona (LI), Casale Marittimo, Cecina (LI), Montecatini Val di Cecina en Montescudaio.